# Rhacochelifer saharae
Rhacochelifer saharae är en spindeldjursart som beskrevs av Beier 1962. Rhacochelifer saharae ingår i släktet Rhacochelifer och familjen tvåögonklokrypare. Inga underarter finns listade i Catalogue of Life.